# Фанаты (фильм, 2020)
«Фанаты» — короткометражный фильм-драма Севы Галкина 2020 года об охоте футбольных болельщиков-скинхедов на геев. Как отмечают создатели «Фанатов», картина демонстрирует, что происходит с человеком из-за неспособности разобраться с самим собой на фоне негативного давления общества.
Фильм основан на реальных событиях, о чём сообщается в титрах. За сюжетную основу взят случай из криминальной хроники. Два футбольных фаната-скинхеда систематически охотились на геев, хотя сами состояли в романтических отношениях.
Как отмечает «Радио „Свобода“», «Фанаты» стали самым обсуждаемым фильмом 43-го Московского кинофестиваля. Причина тому — запрет показа картины. «Это прогрессивный фестиваль, многие премьеры были спорными и вызывали дискуссии, но не припомню, чтобы так внезапно снимали с программы картину», — отмечает редактор портала «Фильм.ру» Евгений Ухов. Источники «Сноба» утверждают, что представителям фестиваля звонили из Союза кинематографистов «и визжали в трубку». Запрет поступил не от ММКФ, а от Союза, который возглавляет Никита Михалков.
В фильме снимались: Филипп Грабовецкий, Игорь Герман, Софья Резник, Сергей Померанцев, Иван Штейнгуд.